# 小沢兵輔
小沢 兵輔（おざわ ひょうすけ、1904年（明治37年） - 1984年（昭和59年））は、昭和時代の鉄道実業家。

## 経歴・人物
長野県上伊那郡小野村（現・辰野町小野）に生まれる。松本教育実業学校を卒業し、三菱日東生糸に入社し、横浜日東製糸原料部次長となる。兵役を経て、1947年（昭和22年）郷里に丸善石灰を創業。ついで塩尻陸運常務、信州急送社長を経て、名鉄運輸の提案を受け、1962年（昭和37年）信州急送と南信定期を名鉄運輸に合併して信州名鉄運輸を創立し、同社社長に就任した。ほか、信州名鉄タクシー社長を兼務し、1976年（昭和51年）信州名鉄運輸の会長に就任した。この間、日本トラック協会理事、長野県トラック協会長を務めた。